# 黒部進
黒部 進（、1939年〈昭和14年〉10月22日 - ）は、日本の俳優。赤坂プロ、エヌ・エー・シー、竹内事務所、アクターズプロモーションを経て、アートプロモーションに所属。本名は吉本 隆志（）。

## 来歴

『ウルトラマン』。左から二瓶正也、石井伊吉、小林昭二、桜井浩子、黒部進、津沢彰秀。

富山県黒部市出身。
生家は農業を営み、父は教師だった。富山県立桜井高等学校卒業。
中央大学経済学部に進学。
中央大学に合格して上京するが、東京の雰囲気に慣れると次第に遊びにはまってしまう。四年時には芝居に興味を持ち始め、劇団表現座に身を置く。やがて、家賃を滞納したことからホームレスとなってしまい、靴磨きで生計を立てる。ある日、靴磨きの客として来た映画監督・山本嘉次郎から、東宝ニューフェイスの受験を勧められる。1962年、第3回オール東宝ニュータレントに応募して同期23人中トップで合格したものの、黒部自身はホームレスゆえに通知先を友人宅にしていたうえ、彼も不在がちでなかなか連絡がつかなかったため、やむを得ず不合格にされそうになるが、山本が親代わりを務めたことで無事に合格となった。
合格後は俳優研修所に入り、日本舞踊、モダンバレエ、発声とセリフの稽古などで修業を積む。研修所の同期には緑魔子がいた。同所を最後に出た後、1963年には石坂洋次郎原作の青春文芸作『暁の合唱』で主演の星由里子の相手役としてデビュー。出身地にちなみ、プロデューサー（藤本真澄=東宝映画初代社長）から「黒部 進」の芸名を与えられる。しかし、『暁の合唱』撮影中は失敗の連続で信頼を失ってしまい、その後は「国際秘密警察シリーズ」などの悪役に転じた。1964年、本多猪四郎監督『三大怪獣 地球最大の決戦』への出演をきっかけに東宝特撮の常連となる。また、戦争大作『太平洋奇跡の作戦 キスカ』などにも出演した。
1966年、『ウルトラマン』の主人公であるハヤタ役として起用され、同作は平均視聴率36.8パーセントを記録し、黒部も「正義のヒーロー」として一躍有名になる。同作終了後は再び東宝映画数本に出演したが、1969年に退社し、テレビに軸足を移す。同年の『燃えよ剣』（NET）では新選組隊士・永倉新八を演じたが、その後は時代劇や刑事ドラマ、特撮で主にゲストとして悪役を演じるようになった。『西部警察』の悪役にスポットを当てたDVDソフトシリーズ「ダーティーキャラクターコレクション」では、八名信夫や阿藤快と並んでパッケージの表題を飾っている。一方、1977年の『小さなスーパーマン ガンバロン』では主人公・天堂輝の執事ムッシュ役を演じ、悪役とは違った一面を見せている。
1990年代以降は特撮ブームの再燃により、特撮作品や関連番組、イベントなどへの登場が増え、一般ドラマでの役柄も広がった。2005年には『ウルトラマンマックス』（CBC）で約40年ぶりに防衛幹部役としてウルトラシリーズに本格レギュラー出演し、2006年の『ウルトラマンメビウス』ではテレビシリーズと劇場版で再びハヤタ役として出演（ウルトラマンの声も兼任）した。

## 仕事がらみのエピソード
- ヒーロー役から悪役へ転じたことについては、三枚目としてそれなりに思う通りの役作りができて楽しかったという[21]。書籍『東宝怪獣グラフィティー』でも楽しそうに悪役を演じていると評されている[3]。

『ウルトラマン』についてのエピソード
- ハヤタ役への起用当時、先輩俳優たちからは「ヒーローなんて若い役者がやるもんじゃない」との苦言を呈されており、自身もできればやりたくなかったが、食べていくために務めた[25]。自分の感覚でスマートに務めたが、ややガニ股だったため、監督からは格好よく走るよう注意された[25]。また、科学特捜隊のオレンジ色のユニフォームを着るのにも抵抗があった[25]。週に1本撮るべきところが第1話で1か月もかかるなど撮影スケジュールはとにかく忙しかったため、本放送の期間中は毎回の完成試写に出席することはおろか、1話を通して見たこともなかったという[25]。
- 第20話において伊豆シャボテン公園でロケを行った際には、銃を撃つシーンで足元がふらつき、誤ってサボテンの上に尻もちをついた結果、トゲが尻に20本ばかり刺さってしまう[出典 6]。痛さのあまり身動きが取れず撮影ができなくなったため、スタッフやキャスト（毒蝮三太夫）がズボンを脱がし、その場でトゲを抜いてもらったという[26][27]。そのシーンは夜の撮影であった為に照明係からサーチライトを照らして貰ってスタッフと毒蝮三太夫がトゲ抜きに勤しんだがスタッフは黒部に対して大激怒していたという。
- 上記のような状況だったこともあり、出演していたことには触れたくないうえに他人から触れられたくもなかったため、実際に6話ほどを通して見たのは1998年の60歳当時に『ハヤタとして、父として』を出版する際だった[25]。本編の面白さや出来に感心し、これならファンが付くだろうと納得したが、台本で頭に入っていたものの展開までは知らなかったため、以前は呼ばれても話せなかった[9]。数度のブームを経て海外での評価などにも耳を傾けるうち、スタッフと共に作って出演したことに、誇りを持てるようになったという[9]。
- 『ウルトラマン』で印象深い怪獣に、ピグモン、ウー、ゼットンを挙げている[24]。

## 特技、趣味など
- 特技は、乗馬[1]。趣味は、アフリカ旅行、陶芸、料理[1]。
- 『ウルトラマン』終了後仕事が減り、不安を覚えていた31歳の時、日本テレビのカメラマンとなっていた高校の先輩の言葉に刺激され、オートバイでアフリカ大陸の横断に臨む[14]。サハラ砂漠の横断こそ断念した[14]もののアフリカ大陸に魅せられて以来、ケニアの孤児院建設や里親募集運動などにも携わっている[2][8]。

## 家族
既婚で、二人の女の子がいる。長女の吉本多香美は女優として活動し、平成ウルトラシリーズ第1作『ウルトラマンティガ』でレナ隊員役としてレギュラー出演した。また、多香美とはタマノイ酢「はちみつ黒酢」のCMで父娘共演し、2008年公開の映画『大決戦!超ウルトラ8兄弟』でもハヤタ役と娘役で共演を果たしている。多香美の芸能界志望を知った時には猛反対していたが、妻から「あなた自身がやってきたことを、なぜ娘がしてはいけないの」と問われて反論できず認め、それ以降は応援する側に転じた。

## 出演

### 映画
- 六本木の夜 愛して愛して（1963年、東宝） - 山田[注釈 3]
- 暁の合唱（1963年、東宝） - 小出三郎[注釈 4]
- 恐怖の時間（1964年、東宝） - 若林進
- 国際秘密警察シリーズ
  - 国際秘密警察 虎の牙 （1964年、東宝） - サバト
  - 国際秘密警察 鍵の鍵（1965年、東宝） - ウィン・ファット
- ゴジラシリーズ（東宝）
  - 三大怪獣 地球最大の決戦（1964年） - 暗殺団手下1[出典 7]
  - 怪獣島の決戦 ゴジラの息子（1967年） - 気象観測機機長[出典 8]
  - 怪獣総進撃（1968年） - コントロールセンター所員A[30][5]（黒岩信[31]、黒岩進[10]）
  - ゴジラvsキングギドラ（1991年） - 航空幕僚長[32][10]
  - ゴジラvsモスラ（1992年） - 航空幕僚長[33][10]
  - ゴジラ×メガギラス G消滅作戦（2000年） - 海自幹部[34][10]
- 裸の重役（1964年、東宝） - 梶本
- 勇者のみ（1965年、東宝） - 西野
- 100発100中（1965年、東宝） - サングラスの男
- けものみち（1965年、東宝） - 黒谷隆
- 太平洋奇跡の作戦 キスカ（1965年、東宝） - 加藤一水[4][6]
- 暴れ豪右衛門（1966年、東宝） - 保十郎
- 狸の王様（1966年、東宝） - 鹿島
- 奇巌城の冒険（1966年、東宝） - 武官長
- ウルトラシリーズ
  - 長篇怪獣映画ウルトラマン（1967年、東宝） - 主演・ハヤタ隊員
  - ウルトラQ ザ・ムービー 星の伝説（1990年、松竹） - 刑事
  - ウルトラマンゼアス（1996年、松竹） - ガードマン
  - 甦れ!ウルトラマン（1996年、松竹） - ハヤタ・シン（早田進）隊員の声
  - ウルトラマンゼアス2 超人大戦・光と闇（1997年、松竹） - 一般市民
  - ウルトラマンコスモス THE FIRST CONTACT（2001年、松竹） - 巡査長（友情出演）
  - ウルトラマンメビウス&ウルトラ兄弟（2006年、松竹） - ハヤタ・シン
  - 大決戦!超ウルトラ8兄弟（2008年、松竹） - ハヤタ
  - 大怪獣バトル ウルトラ銀河伝説 THE MOVIE（2009年、ワーナー・ブラザース） - ハヤタ
  - ウルトラマンゼロ THE MOVIE 超決戦!ベリアル銀河帝国（2010年、松竹） - ウルトラマンの声
  - ウルトラマンサーガ（2012年、松竹） - ハヤタ
- キングコングの逆襲（1967年、東宝） - フーの手下A[4][5]
- 斬る（1968年、東宝） - 鮎沢金三郎
- 連合艦隊司令長官 山本五十六 （1968年、東宝） - 陸軍少佐参謀B[30]
- 緯度0大作戦（1969年、東宝） - 陳[4]
- 御用金（1969年、東宝） - 大村惣兵衛
- 新幹線大爆破（1975年、東映） - 後藤刑事
- 続・人間革命（1976年、東宝） - 泉田
- 動乱（1980年、東映） - 海軍中尉
- 汚れた英雄（1982年、東映）
- 花が降る午後（1989年、東宝） - 松木精兵衛
- 満月 MR.MOONLIGHT（1991年、松竹）
- 寒椿（1992年） - 百鬼勇之助
- 継承盃（1992年、東映）
- 勝利者たち（1992年、東映）
- 修羅之介斬魔劍 妖魔伝説（1996年、東北新社/キングレコード）
- サトラレ（2001年、東宝） - 竹村昭次
- ROUND1（2003年、ギャガ）
- 深海獣レイゴー（2005年、クロスロード） - 山神長官
- ギララの逆襲 洞爺湖サミット危機一発（2008年、松竹） - 木村参謀[35]
- 時空警察ハイペリオン（2009年、マクザム） - シド・ヨーハン
- 白夜行（2011年、ギャガ） - 三枝会長
- ホームカミング （2011年、クロックワークス） - 石田勉
- TAKAMINE 〜アメリカに桜を咲かせた男〜（2011年、ムービートマト）
- ゼウスの法廷（2014年、グランカフェピクチャーズ） - 大野
- 空想特撮怪獣 巨人創造 LEDX -レッドエックス-（2016年、アールツーエンターテインメント）

### テレビドラマ
NHK
- 金曜時代劇 / ふりむくな鶴吉 第9話「はぐれ凧」（1974年）
- 大河ドラマ / 信長 KING OF ZIPANGU 第38話「長篠の戦い」（1992年） - 武田信廉
- 連続テレビ小説 / こころ（2003年） - 村上辰三
- 真夜中は別の顔（2003年） - 椎名元治
- 月曜ドラマシリーズ / オーダーメイド〜幸せ色の紳士服店〜（2004年） - 錦清一郎
- 土曜ドラマ / ダークスーツ 第4話「沈黙の紙幣」（2014年） - 平山

日本テレビ
- 37階の男 第2話「いつも女は悪魔」（1968年）
- 東京バイパス指令
  - 第8話「墓場への招待」（1968年） - 利根新太郎
  - 第40話「殺しの相手は二億円」（1969年）
  - 第60話「もう一つの顔」（1970年）
- 太陽にほえろ!
  - 第61話「別れは白いハンカチで」（1973年） - 松山栄
  - 第123話「孤独のゲーム」（1974年） - 木村政次（ディスコの男）
  - 第167話「死ぬな! テキサス」（1975年） - 黒木義一
  - 第347話「謹慎処分」（1979年） - 針尾組幹部
- 水滸伝 第13話「荒野の三兄弟」、第14話「決戦・祝家荘」（1973年） - 祝彪
- 白い牙 第9話「トラブル買います」（1974年） - 岸
- 俺たちの勲章 第17話「子守唄」（1975年） - 江藤（響組幹部）
- 十手無用 九丁堀事件帖
  - 第12話「狙われた玉の輿」（1975年） - 品川幸次郎
  - 第26話「九丁堀ニセ者大作戦」（1976年）
- 伝七捕物帳 第117話「紫房の十手が許さねえ！」（1976年） - 鬼頭軍兵衛
- 大都会シリーズ
  - 大都会 闘いの日々（1976年）
    - 第14話「もう一人の女」 - 音松（潮会幹部）
    - 第23話「山谷ブルース」

  - 大都会 PARTII（1977年）
    - 第9話「おとり」 - 野辺咲夫
    - 第36話「挑戦」

  - 大都会 PARTIII
    - 第8話「野獣の叛乱」（1978年） - 日高専務（甲陽商事）
    - 第32話「城西市街戦」（1979年） - 国分
- 桃太郎侍
  - 第8話「この芋五十六文なり」（1976年） - 甚八
  - 第22話「あにおとうとめぐり会う日に」（1977年） - 大久保勝四郎
  - 第37話「尼僧の館に黒い雨」（1977年） - 有馬
  - 第55話「子つばめ騒動記」（1977年） - 河村兵助
  - 第75話「つばめが飛んだ甲州路」（1978年） - 六平太
  - 第117話「男も惚れる千両役者」（1979年） - 石川源十郎
  - 第137話「蝶々のくれた赤ん坊」（1979年） - 小野隼人正
  - 第147話「万才! 桃太郎先生」（1979年） - 小田
  - 第172話「つばめに惚れた鉄砲玉」（1980年） - 黒猫の仁蔵
  - 第183話「結びの神は桃太郎」（1980年） - 大谷主膳
  - 第202話「大江戸翔んでる女たち」（1980年） - 竹蔵
  - 第220話「追い出せ! 長屋のお邪魔虫」（1981年） - 小出
  - 第223話「娘剣法一番勝負」（1981年） - 馬越鉄心
  - 第240話「桃太郎、命ぎりぎり」（1981年） - 甲賀組頭領
  - 第248話「勝手知ったる他人の店」（1981年） - 藤兵衛の配下
- 小さなスーパーマン ガンバロン（1977年） - 執事ムッシュ
- 新五捕物帳
  - 第7話「虹をかけた送り舟」（1977年） - 七蔵
  - 第31話「怒りに燃えた親子鷹」（1978年） - 月村弥九郎
  - 第46話「花咲く愛の親心」（1978年） - 政五郎
  - 第80話「千羽鶴の女」（1979年）
  - 第110話「友情の熱き涙」（1980年）
  - 第148話「おふじという女」（1981年）
  - 第162話「間抜けな英雄」（1981年） - 千吉
- 大激闘マッドポリス'80 第12話「潜行大作戦」（1980年） - 唐沢エイゴ
- プロハンター 第21話「殺人志願」（1981年）
- 右門捕物帖 （1983年）
  - 第11話「女と女の間には」
  - 第25話「八丁堀から消えた男」
- 長七郎江戸日記シリーズ
  - 第1シリーズ 
    - 第4話「風流編笠節」（1983年） - 綾部弥一郎
    - 第29話「黄色いカラス」（1984年） - 辻
    - 第47話「町に咲いた恋唄」（1985年） - 勘助
    - 第77話「とどけ夫婦囃子」（1985年） - 吉兵衛
    - 第90話「あで姿回り舞台」（1986年） - 山形屋
    - 第99話「娘仇討ち・敵は長さん!」（1986年） - 美濃屋総兵衛
    - 第116話「天狗におびえる街」（1986年） - 津上重行

  - 第3シリーズ（1991年）
    - 第16話「雪女は恋に死ぬ」 - 山岡半兵衛
    - 第30話「十手子守歌」 - 富山十蔵
- 誇りの報酬 第42話「狙撃者は誰をねらったか」（1986年） - 村山社長
- セーラー服反逆同盟 第20話「ミホ大活躍! 美女高生悪党狩り」（1986年） - 東条又一郎
- あぶない刑事シリーズ
  - あぶない刑事 第34話「変身」（1986年） - 関川誠
  - もっとあぶない刑事 第10話「悪戯」（1988年） - 篠田（篠田組組長）
- あきれた刑事（1987年）
  - 第5話「逃亡遊戯」 - 三田村社長
  - 第15話「あぶないパンダ探し」
- 勝手にしやがれヘイ!ブラザー 第9話（1989年） - 中野貿易社長
- 八百八町夢日記
  - 第1シリーズ（1990年）
    - 第12話「最後の賭け」 - 木下主膳
    - 第24話「道楽息子の涙」 - 龍神の仙八

  - 第2シリーズ（1992年）
    - 第11話「命がけ! 鉄火肌の女」 - 母里伊賀守長重
    - 第23話「命かけての恋で候」 - 片倉修理
    - 最終話「夢之介最大の危機」 - 金村主膳
- 火曜サスペンス劇場
  - 三年目の誤算（1986年）
  - 切り裂かれた絵（1992年）
  - 小京都ミステリー 第23作「水郷柳川殺人事件」（1998年） - 今野雄一
  - 身辺警護 第2作（1998年） - 戸山勝男
  - 盲人探偵・松永礼太郎 第11作「香水迷路」（1999年） - 篠原好蔵
  - 箱根湯河原温泉交番 第3作「天神様の涙」（2005年） - 中井重雄
- 半七捕物帳 第17話「恋仇! 五十両の賞金首」（1993年） - 諸星外記
- 闇を斬る!大江戸犯科帳 第12話「鬼の棲む島 夢の島」（1993年） - 入船屋伍平
- ウルトラセブン 太陽エネルギー作戦（1994年） - クロベ・ススム（地球環境保全委員）
- 江戸の用心棒
  - 江戸の用心棒 第9話「残酷! 拝領妻」（1994年） - 名取兵庫
  - 江戸の用心棒II 第13話「駆け落ち無情」（1996年） - 大島伊勢守
- 水曜ドラマ / ガラスの靴 a Cinderella Story（1997年） - 江崎
- 土曜グランド劇場→土曜ドラマ
  - D×D 第2話「不思議の国の少女と東京天使」（1997年）
  - LOVE&PEACE 第12話「消えた花婿! 復讐の刃が迫り来る! 結婚式が危ない」（1998年）
  - 金田一少年の事件簿 第3シリーズ 第8話、第9話「露西亜人形殺人事件（前編、後編）」（2001年） - 宝田光二
- 共犯者（2003年） - 池澤俊郎
- 乱歩R 第6話「陰獣」（2004年） - 小山田六郎
- アンテナ22特別版 特別ドラマスペシャル / 総理大臣 小泉純一郎（2006年） - 武部勤
- 火曜ドラマゴールド / 働く女のミステリー 第2弾「バカラ 疑惑のIT株長者に賭けた女」（2006年） - 小牧長次郎

TBS・MBS
- ザ・ガードマン
  - 第235話「大空に消えた現金輸送機」（1969年）
  - 第244話「史上最高のボーナス強盗」（1969年）
  - 第344話「煙突の上で無理心中したヌードの美女」（1971年）
- ウルトラシリーズ
  - ウルトラQ 第8話「甘い蜜の恐怖」（1966年） - 木村重夫
  - ウルトラマン前夜祭 ウルトラマン誕生（1966年） - ハヤタ隊員
  - ウルトラマン（1966年 - 1967年） - 主演・ハヤタ隊員[6]、防衛会議メンバーの声[要出典]
  - 帰ってきたウルトラマン 第38話「ウルトラの星光る時」（1971年） - ハヤタ
  - ウルトラマンタロウ 第33話「ウルトラの国大爆発5秒前!」、第34話「ウルトラ6兄弟最後の日!」（1973年） - ハヤタ
  - ウルトラマンレオ 第30話「日本名作民話シリーズ!怪獣の恩返し」（1974年） - 大熊シンジ
  - ウルトラマンをつくった男たち 星の林に月の舟（1989年） - 成田亨
  - ウルトラマンマックス（2005年 - 2006年） - トミオカ長官
  - ウルトラマンメビウス 第47話「メフィラスの遊戯」、第50話「心からの言葉」（2007年） - ハヤタ
- 刑事くん 第2部 第11話「赤い風船と腕時計」（1973年） - マツモト
- アイフル大作戦 第54話「仁義ある戦い」（1974年）
- 影同心II 第17話「一殺多生の大相撲」（1976年） - 銀次
- 江戸を斬る（TBS / C.A.L）
  - 江戸を斬るII 第21話「目撃者は花嫁」（1976年） - 竜次
  - 江戸を斬るIII（1977年）
    - 第1話「江戸を斬る」 - 仙蔵
    - 第22話「人を見て法を説け」 - 源五郎

  - 江戸を斬るIV （1979年）
    - 第16話「目が見えたよ!兄さん」 - 夜鴉の半次
    - 第24話「夫婦になった金公お京」 - 長治

  - 江戸を斬るVI（1981年）
    - 第23話「酒に溺れた居合い抜き」 - 又蔵
    - 第28話「おゆき誘拐・危機一髪」 - 伊助

  - 江戸を斬るVII（1987年）
    - 第3話「悪が群がる地獄島」 - 唐五郎
    - 第23話「凶賊が探す女の謎」 - 岩五郎
    - 第28話「過去を秘めた女」 - 甚八
- 水戸黄門
  - 第7部 第4話「御用船大爆破!! -石巻-」（1976年） - 安吉
  - 第8部 第13話「芝居になった漫遊記 -伊勢-」（1977年） - 寅蔵
  - 第10部 第21話「じゃじゃ馬娘はお医者様 -岩村-」（1980年） - 丑吉
  - 第11部 第25話「胸に悲願の裏切り者 -佐倉-」（1981年） - 源太
  - 第12部（1981年）
    - 第18話「天下一品 喧嘩そうめん -龍野-」 - 仙三
    - 第25話「胸に悲願の裏切り者 -佐倉-」 - 源太

  - 第13部
    - 第4話「欲望渦巻く金山地獄 -三島-」（1982年） - 伝蔵
    - 第24話「とどけ馬子唄瞼の母に -熊本-」（1983年） - 勝次

  - 第14部（1984年）
    - 第10話「初春格さん仇討ち相撲 -青森-」 - 源太
    - 第21話「鬼が棲んでた地獄島 -佐渡-」 - 鉄次
    - 第35話「陰謀暴いた鳴門の渦潮 -淡路島-」 - 伝次

  - 第15部（1985年）
    - 第5話「闇を斬る! 怪傑白頭巾 -宇和島-」 - 権六
    - 第31話「瞼の父は用心棒 -諏訪-」 - 源太

  - 第16部 第38話「命を賭けた用水路 -小山-」（1987年） - 権三
  - 第17部 第18話「河豚に当って悪退治 -下関-」（1987年） - 権次
  - 第18部 第30話「天下の嶮の悪退治 -箱根-」（1989年） - 仙造
  - 第19部 第17話「輪島塗りに潜む罠 -輪島-」（1990年） - 玄次
  - 第20部（1991年）
    - 第20話「弥七を狙う女 -八代-」 - 銀次郎
    - 第37話「悲願を秘めた鬼代官 -福知山-」 - 竜神の寅蔵

  - 第21部 第20話「悲願を秘めた鬼代官 -福知山-」（1992年） - 大野九兵衛
  - 第22部 第14話「悪を懲らした姫だるま -松山-」（1993年） - 浦部金十郎
  - 第23部 第20話「悪を糺した神楽面 -浜田-」（1994年） - 岩淵伝九郎
  - 第24部
    - 第13話「無念晴らした仇討ち旅 -高鍋-」（1995年） - 荒磯の寅五郎
    - 第36話「嫁を認めた天明茶釜 -佐野-」（1996年） - なだれの岩松

  - 第25部 第21話「かげろうお銀の涙 -鹿野-」（1997年） - 大山外記
  - 第26部 第17話「献上硯腕競べ-長府-」（1998年6月15日） - 桜庭半蔵
  - 第27部 第5話「美人に化けた大盗っ人 -山形-」（1999年） - 岩坂権十郎
  - 第28部 第8話「始末屋泣かせる参勤交代 -浜松-」（2000年） - 原田総十郎
  - 第29部 第13話「少年よ大志を抱け! -大聖寺-」（2001年） - 横山左内
  - 第33部 第21話「男意気地の恩返し -村上-」（2004年） - 桑島外記
  - 第36部 第4話「塩の道は絶体絶命! -糸魚川-」（2006年） - 黒岩勘太夫
  - 第37部 第8話「嘘泣き父子の二人旅 -久保田-」（2007年） - 真砂屋
- 宇宙鉄人キョーダイン 第27話「恐るべし!! デス五人衆の猛襲」（1976年） - 医師
- ブラザー劇場 / 刑事犬カール 第19話「ワンワン子守歌」（1978年） - 川田
- 噂の刑事トミーとマツ 第1シリーズ 第1話「二人合せて一人前?」（1979年） - 荒神会幹部・大川
- 大岡越前
  - 第5部 第15話「天下御免の偽名医」（1978年）- 勘八
  - 第6部 第4話「オランダ先生拳法仁術」（1982年） - 源次
  - 第7部（1983年）
    - 第2話「紅蜘蛛の娘」 - 鉄三
    - 第20話「辞世に託した三千両」 - 西三

  - 第8部（1984年）
    - 第8話「美女を餌食の悪徳仁術」 - 権次
    - 第23話「殺しを見ていた千両富」 - 文治

  - 第9部 第15話「姉恋し手鎖道中」 - 伊太八
  - 第10部 第17話「夢で拾った因果な財布」（1988年） - 竜次
  - 第11部 第24話「非道裁いた怒りの白洲」（1990年） - 寅吉
- 仮面ライダーBLACK - 黒松教授
  - 第2話「怪人パーティー」 - 第4話「悪魔の実験室」（1987年）
  - 第10話「信彦はどこに?」（1987年）
  - 第14話「マグロが消えた日」（1988年）
  - 第19話「息づまる地獄の罠」（1988年）
- 翔んでる!平賀源内 第15話「愛しい妹は女掏摸」（1989年） - 清次
- ビートたけしの痛快時代劇 なめくじ長屋捕物さわぎ（1990年）
- TBS大型時代劇スペシャル / 武田信玄（1991年） - 平賀源心
- 電光超人グリッドマン 第4話「暴走自動車」（1993年） - 細野龍元
- 南町奉行事件帖 怒れ!求馬 第4話「密命帯びた男の剣」（1997年） - 妙義屋
- 月曜ドラマスペシャル→月曜ミステリー劇場→月曜ゴールデン
  - わんちゃ夫婦 金沢陶芸殺人紀行（1999年）
  - 税務調査官・窓際太郎の事件簿 第6作（2001年） - 佐川祐介
  - 十津川警部シリーズ 第27作「九州特急つばめ殺人事件」（2003年） - 後藤雄一郎（警視監）
  - 検事・沢木正夫 第1作「殺意の分岐点」（2004年） - 吉住緑郎
  - 税理士・楠銀平の事件帳簿 第2作「領収書は語る」（2004年） - 三村善行
  - 浅見光彦シリーズ 第22作「佐用姫伝説殺人事件」（2006年） - 景山秀太郎
  - 制服捜査
    - 第1作「制服捜査」（2013年） - 久松
    - 第2作「制服捜査2」（2016年） - 服部昭彦

  - 狩矢警部シリーズ 第13作「京都人形浄瑠璃殺人事件」（2014年） - 油谷勘平
- ドラマ30 / ふしぎな話 第1話「カントリーロード」（2000年）
- 金曜ドラマ / 金曜日の恋人たちへ（2000年） - 牧原啓輔
- 愛の劇場 / ママまっしぐら! パート3（2002年） - 尾崎大海
- 日曜劇場
  - GOOD LUCK!! 第3話「緊急着陸」（2003年） - 小倉光喜
  - 華麗なる一族 第8話「鉄平出生の真相」（2007年） - 宮本頭取
  - 南極大陸 第1話「戦後日本復活への愛と命の感動物語〜56年前に起きた犬と人間の奇跡が今、動き出す」（2011年） - 氷室の父親
- ナショナル劇場 / 特命!刑事どん亀 第14話「命懸けの人質救出」（2006年） - 前島進博士
- ドラマNEO / 放課後はミステリーとともに 3回表/裏「毒殺の館!〜華麗なる一族の陰謀〜」（2012年） - 門倉新之助
- 火曜ドラマ / 女はそれを許さない 第8話「ゲイカップルの結婚式? 切ない愛の結末」（2014年） - 小坂恒吉

フジテレビ
- 東京コンバット 第4話「殺人設計図」（1968年）
- 清水次郎長 第21話「涙かくした三度笠」（1971年） - 隼権太
- 銭形平次
  - 第298話「女房関白」（1972年） - 山猫の清次
  - 第340話「中之郷地獄部屋」（1972年） - 由松
  - 第392話「泥に咲いたまごころ」（1973年） - かまいたちの源次
  - 第399話「父の秘密」（1973年） - 伊蔵
  - 第466話「兄んちゃん」（1975年） - 稲荷の玉蔵
  - 第522話「錆びていた十手」（1976年） - 伊之助
  - 第554話「銭埋む! 百三十五両」（1976年） - 伊三郎
  - 第575話「雀に餌をやる女」（1977年） - 夜烏の孫四郎
  - 第618話「男の勲章」（1978年） - 仙蔵
  - 第650話「十手無情」（1978年） - 藤三
  - 第668話「危機一髪! 辰の下刻」（1979年） - 軍三
  - 第684話「海鳴りは父の声」（1979年） - 疾風の伊蔵
  - 第708話「大雪原の追跡」（1980年） - 親不知組頭
  - 第710話「御用船大爆破」（1980年） - 銀造
  - 第751話「魚河岸の暴れん坊」（1981年） - 弥七
  - 第792話「人情渡り鳥」（1981年） - 池松
  - 第800話「椋鳥の春」（1982年） - 女衒
  - 第885話「平次隠密軍団」（1984年） - 弥造
  - 第888話「ああ十手ひとすじ!!八百八十八番大手柄」（1984年）
- ロボット刑事 第23話「センスイマン 水中の恐怖!!」（1973年） - バドー秘密工作員X-3
- ぶらり信兵衛 道場破り（1973年）
  - 第7話「大砲がやってきた」 - 大崎
  - 第48話「五分の虫」 - 鉄之助
- お耳役秘帳 第12話「情のかけ橋を渡れ」（1976年） - 三好新兵衛
- 江戸の旋風シリーズ
  - 同心部屋御用帳 江戸の旋風II 第23話「牢破り」（1976年）
  - 同心部屋御用帳 江戸の旋風IV 第13話「錆びた十手」（1979年） - 仲蔵
  - 同心部屋御用帳 新・江戸の旋風 第28話「情けの犬張子」（1980年） - 石井
- 華麗なる刑事 第5話「10カウントゴングを鳴らすな」（1977年） - 米沢（川島組）
- 大空港 第31話「地下水道の銃撃戦! 死の逃亡者」（1979年） - 時田ツネオ（東芸興業幹部）
- 雲霧仁左衛門 第9話「女盗賊の恋」（1979年） - 聖天の半蔵
- メガロマン（1979年） - ベーロック
- 騎馬奉行 第19話「破れ同心と女郎花」（1979年）
- 大捜査線 第4話「傷ついた野獣」（1980年）
- 影の軍団シリーズ
  - 服部半蔵 影の軍団 第12話「夜の蜘蛛は親でも殺せ」（1980年） - 三浦弥七郎
  - 影の軍団II 第20話「女風呂異変・謎の手形」（1982年） - 右近
  - 影の軍団III 第22話「地獄から来た赤ん坊」（1982年）
  - 影の軍団IV 第10話「葬式は俺がやる」（1985年） - 刀根陣十郎
- 時代劇スペシャル
  - 清水次郎長 第2作「風雪流れ旅」（1982年） - 権次
  - くノ一忠臣蔵（1983年） - 神崎与五郎
- セーラー服と機関銃 第2話「うるわしのポリスマン」（1982年） - 浜口組若頭
- 弐十手物語 第4話「新米」（1984年）
- スケバン刑事 第4話「白い炎に地獄を見た!」（1985年） - 黒崎の部下
- 夏の嵐（THK、1989年） - 下山政務次官
- お江戸捕物日記 照姫七変化 第9話「若殿暗殺を暴く!」（1990年）
- 約束の夏（1992年） - 南部政務次官
- 有言実行三姉妹シュシュトリアン第40話「ウルトラマンに逢いたい」（1993年） - ウルトラマン / 怪獣おじさん
- 隠密奉行朝比奈 第2話「萩焼きの女・秋吉台の決闘」（1998年） - 兵藤監物
- 金曜エンタテイメント→金曜プレステージ
  - 噂の女人情詐欺師 早苗とたまき・涙の事件簿2!（1998年） - シラキ社長
  - 花瀬ちなつの殺人スクープ 〜京都・大阪・神戸を結ぶ謎〜（2000年） - 角館社長
  - 気象予報士・大沢富士子の事件ファイル 〜晴れのち嵐そして殺人〜（2007年） - 角田
  - 探偵倶楽部（2010年） - 正木藤次郎
  - 浅見光彦シリーズ 第44作「砂冥宮」（2012年） - 須賀智文
  - 外科医 鳩村周五郎 第11作「白樺高原への殺人招待状?」（2013年） - 長谷川正敏
- ソムリエ 第11話「ワインの誇り…Xマスに奇跡が起きる!?」（1998年） - 小津社長（OKシェフ）
- 盤嶽の一生 第7話「じゃじゃ馬馴らし」（2002年） - 岩田修理
- プレミアムステージ / 犬神家の一族（2004年） - 犬神寅之助
- 愛のソレア（2004年） - 堂門肇
- 熱き夢の日〜日韓ワールドカップ・真実の裏側〜（2004年） - 宮沢喜一
- 花嫁のれん（THK） - 村田
  - 花嫁のれん（第1シリーズ）（2010年11月 - 12月）
  - 花嫁のれん（第2シリーズ）（2011年10月 - 12月）
  - 花嫁のれん（第3シリーズ）（2014年1月 - 3月）
  - 花嫁のれん（第4シリーズ）（2015年1月 - 3月）
- 鍵のかかった部屋SP（2014年） - 藤林昌三

テレビ朝日
- 天を斬る 第24話「使命は間者」（1970年） - 鏑木一策
- 燃えよ剣 （1970年） - 永倉新八
- 特別機動捜査隊
  - 第490話「春雷の女」（1971年） - 安田
  - 第495話「ネオン新宿なみだ町」（1971年） - 飯島
  - 第701話「進軍ラッパは鳴りわたる」（1975年） - 平古場
  - 第740話「汚れた18歳」（1976年） - 武宮
  - 第746話「愛憎の炎」（1976年） - 中西
- 荒野の素浪人 第1シリーズ（1972年）
  - 第27話「死闘 賞金稼ぎの墓場」
  - 第61話「出獄 裏切りの報酬」 - 神玄三郎
- 荒野の用心棒（1973年）
  - 第7話「鷲ノ巣谷に死の影が走って…」 - 鬼塚竜源
  - 第38話「暗殺の兇弾は暁に炸裂して…」 - 虎
- ダイヤモンド・アイ 第5話「消えた20億!」（1973年） - 首切りジャガー
- ザ・ボディガード 第4話「妻の座が崩れる時」（1974年） - 殺し屋
- 破れ傘刀舟悪人狩り 第14話「暗黒街のメス」（1974年） - 波野伊十郎
- 非情のライセンス 第2シリーズ
  - 第20話「兇悪の純愛」（1975年） - 中根澄夫
  - 第52話「兇悪の再会」（1975年） - 黒崎一平
  - 第110話「刑事妻」（1976年） - 井上
- 鬼平犯科帳 第24話「泣き味噌屋」（1975年） - 柴崎忠助
- ザ★ゴリラ7 第17話「許せぬ奴らに花一輪」（1975年） - 渋沢久雄
- 徳川三国志 第24話「将軍暗殺! 宇都宮釣天井」、第25話「由比正雪ついに起つ!」（1975年） - 根来四郎太
- ザ・カゲスター 第17話「恐怖の殺人鬼ハエドブラー作戦!」（1976年） - ハエドブラー / 鬼島真一
- 人魚亭異聞 無法街の素浪人 第15話「愛と死のバラード」（1976年） - 島田佐吉
- 遠山の金さん 第1シリーズ 第44話「心の旅路をたどれ」（1976年）
- ジャッカー電撃隊 第12話「10ピラミッド!! 黄金仮面の迷路」（1977年） - クライムボス
- 人形佐七捕物帳 第7話「仏が消えた雷の宿」（1977年） - 永代の藤造
- 破れ奉行（1977年）
  - 第11話「地獄の仕掛花火」 - 島崎
  - 第26話「仁義なき暗黒街」 - 丑松
- ジグザグブルース 第13話「二人の誓い」（1977年）
- 特捜最前線
  - 第23話「女と刑事の子守歌」（1977年） - 坂口
  - 第101話「拳銃哀歌I・狼たちは跳んだ!」、第102話「拳銃哀歌II・狼たちの決算!」（1979年） - 沢井（日吉連合幹部）
  - 第445話「倉敷-高松-観音寺・瀬戸内に消えた時効!」（1985年） - 柴田良和
- 必殺シリーズ
  - 新・必殺仕置人 第40話「愛情無用」（1977年） - 参次
  - 必殺からくり人・富嶽百景殺し旅 第4話「神奈川沖浪裏」（1978年） - 丑松
  - 新・必殺仕事人
    - 第20話「主水つらく夜勤する」（1981年） - 弘前屋
    - 第50話「主水金魚の世話する」（1982年） - 堀切の安蔵

  - 必殺仕事人III
    - 第2話「下駄を履かせたのは両替屋」（1982年） - 林伊蔵
    - 第23話「ギックリ腰で欠勤したのは主水」（1983年） - 富三郎

  - 必殺仕事人IV 第15話「順之助 いよいよ受験する」（1983年） - 山野
  - 必殺仕切人 第5話「もしも鳥人間大会で優勝したら」（1984年） - 荻原
  - 必殺仕事人V（1985年）
    - 第8話「加代、モグラ男夫婦にあてつけられる」 - 名張屋の矢源太
    - 第24話「花屋の政 雷雨の中で闘う」 - 丁子屋仙蔵

  - 必殺橋掛人 第6話「本所の七不思議を探ります」（1985年） - 長兵衛
  - 必殺まっしぐら! 第10話「相手は草津温泉の乗っ取り男」（1986年） - 佐久間直正
  - 必殺仕事人V・風雲竜虎編 第4話「政と女スリ、危機一髪」（1987年） - 聖天の弥助
  - 必殺スペシャル・春一番 仕事人、京都へ行く 闇討人の謎の首領!（1989年） - 牧口小十郎
  - 必殺仕事人・激突! 第21話「最後の大仕事」（1992年） - 永井伊予守勝政
- 達磨大助事件帳 第27話「若いのろし」（1977年） - 根岸
- 新幹線公安官 第2シリーズ 第7話「奪われたハネムーン」（1978年）
- 若さま侍捕物帳 第12話「参上! 女岡っ引」（1978年） - 柳田平九郎
- 破れ新九郎 第4話「ここは地獄の一丁目」（1978年） - 武市
- 暴れん坊将軍
  - 吉宗評判記 暴れん坊将軍
    - 第39話「琉球渡来の甘い罠」（1978年） - 浪人
    - 第126話「二万両で売った恋」（1980年） - 神岡典膳
    - 第175話「百万石の冷飯くらい」（1981年） - 陣場
    - 第195話「磯の香りはおっかあの味」（1983年） - 山尾内膳

  - 暴れん坊将軍II
    - 第11話「花散る里の夢見鳥」（1983年） - 浅吉
    - 第40話「泣くな、隠密落第生!」（1983年） - 西垣
    - 第71話「疑惑を呼んだ小さな命!」（1984年） - 兵藤新兵衛
    - 第88話「お上に怨みの逃がし屋稼業!」（1984年） - 金子
    - 第108話「蛸さま命! の女剣士」（1985年） - 井上
    - 第144話「吉宗が愛した悪女」（1986年） - 一心斎
    - 第163話「のぞきは下手な鬼同心!」（1986年） - 野島
    - 第181話「夢かるた、師走の謎唄!」（1986年） - 佐々木

  - 暴れん坊将軍III
    - 第23話「愛を棄てた女」（1988年） - 岩田善兵衛
    - 第42話「お庭番を愛した女」（1988年） - 蜂屋左門
    - 第70話「め組の結婚騒動!」（1989年） - 宮坂権九郎
    - 第79話「命を賭けた女子駅伝」（1989年） - 山形蔵人

  - 暴れん坊将軍IV
    - 第16話「女賞金稼ぎ、江戸を斬る!」（1991年） - 片桐右近
    - 第40話「いなせ新さん渡世人修行!」（1992年） - 鬼火の藤八(伊崎)
    - 第55話「鳩笛慕情! 姫君の供は将軍さま」（1992年） - 倉本帯刀

  - 暴れん坊将軍V 第30話「嵐を呼ぶ三兄弟!」（1993年） - 狐火の仙蔵
  - 暴れん坊将軍VI
    - 第11話「大喧嘩! め組対定火消」 - 井出左門
    - 第40話「吉宗、騙りを働く!?」（1995年） - 山岡頼母

  - 暴れん坊将軍VII 第13話「凧よ、あがれ、誇り高く」（1996年） - 川原十内
  - 暴れん坊将軍VIII 第20話「好きです! さらわれた鶴姫」（1998年） - 大島帯刀
  - 暴れん坊将軍IX 第13話「襲われた寝室! 吉宗を狙うお姫様」（1999年） - 伊集院帯刀
- 江戸の牙 第6話「撃滅・爆破計画」（1979年） - 深井三五郎
- 伝七捕物帳（テレビ朝日版）第11話「姉弟しぐれ」（1979年）
- 長七郎天下ご免!
  - 第20話「恋も蕾の仇討ち」（1980年） - 三隅源蔵
  - 第49話「仇討ち・木曽節しぐれ茶屋」（1980年） - 松吉
  - 第109話「輝け!炭団の嫁御寮」（1982年） - 伝蔵
- 俺はあばれはっちゃく 第42話「呪われた桜間家マル秘作戦」 - 浅田一郎
- 爆走! ドーベルマン刑事 第20話「指名手配の少女を救出せよ!」（1980年） - 田原
- 柳生あばれ旅
  - 第1話「天狗の子守唄 -品川-」（1980年） - 黒川
  - 第16話「狐火と剣の舞い -岡崎-」（1981年） - 御子上帯刀
- 西部警察シリーズ
  - 西部警察
    - 第102話「兇銃44オート・マグ」（1981年） - 上村（針尾興業幹部）
    - 第125話「約束の報酬」（1982年） - 奥村（森岡商事幹部）

  - 西部警察 PART-II
    - 第4話「殺しのキーワード」（1982年） - 黒部隆一
    - 第19話「燃えろ!! 南十字星」（1982年） - 大曽根社長
    - 第37話「戦慄のカーニバル・名古屋編」（1983年） - 都倉朝夫

  - 西部警察 PART-III
    - 第19話「決戦! 燃えよ玄界灘 福岡編」（1983年） - 岩城大造
    - 第30話「謀殺のタイムリミット」（1983年） - 野村
    - 第44話「幻の銀バッジ」（1984年） - 望月（旭会組長）
    - 最終回スペシャル「大門死す! 男達よ永遠に…」（1984年） - テロ集団「鷹の目」構成員
- メタルヒーローシリーズ
  - 宇宙刑事ギャバン 第7話「怪物がひそむ花びらに少女は口づけした」（1982年） - 郷原
  - 特警ウインスペクター - 黒田鬼吉
    - 第1話「赤ちゃん暴走!」（1990年）
    - 第49話「翔べ希望の空へ!」（1991年）

  - 特捜エクシードラフト 第45話「死神の狙撃指令!」（1992年） - 原田
- 遠山の金さん
  - 遠山の金さん
    - 第21話「母の告白! 二十年の秘密」（1982年） - 菊蔵
    - 第40話「投げ縄おけい・私の過去をあばかないで!」（1983年）
    - 第55話「華麗なる追跡! 三味線お蝶」（1983年） - 津村伊助
    - 第79話「飛燕の張り竹・女染め師お貞!」（1983年） - 理助
    - 第93話「銃口に立つ! みちのく肝っ玉姉さん」（1983年） - 田所竜之介
    - 第113話「炎の女用心棒! 黒猫のお銀」（1984年） - 九郎兵衛
    - 第133話「危険な密会・くれない族の乱舞!」（1985年） - 山岡九十郎
    - 第144話「母の名はおんな水中縄抜け師!」（1985年） - 吉造

  - 遠山の金さんII
    - 第7話「女講釈師・双肌脱いだ妖艶舞台!」（1985年）-九兵衛
    - 第21話「継母の愛!」（1986年）- 長兵衛
    - 第33話「男ひとり・流れのままに!」（1986年）- 仁兵衛
- 柳生十兵衛あばれ旅
  - 第12話「なみだ峠で待つ女」（1982年）
  - 第19話「血の山の子守唄」（1983年）
- 土曜ワイド劇場
  - 法医 歯科学の女 第1作「屋久島-指宿、バラバラ死体が海を渡る!?」（1997年） - 室井泰三
  - 牟田刑事官VS終着駅の牛尾刑事そして事件記者冴子 第5作「森村誠一のタクシー」（2005年） - 香月徳蔵
  - 検事・朝日奈耀子 第6作「温かい死体! 鬼怒川温泉殺人連鎖!!」（2008年） - 池内俊和
  - 天才刑事・野呂盆六 第5作「富山・宇奈月温泉復讐殺人!」（2010年） - 三笠五郎
- ザ・ハングマンシリーズ
  - ザ・ハングマン4 第21話「美人秘書の（秘）情報が連続殺人を生む!」（1985年） - 松崎（総会屋）
  - ザ・ハングマン6 第5話「焼き鳥風に火あぶりにしろ!」（1987年） - 寺田（銀竜会組長）
- 特命刑事ザ・コップ 第10話「死色い粉を押えろ!」（1985年）
- 若大将天下ご免!（1987年）
  - 第4話「悲しい舟を漕ぐ女!」 - マツ
  - 第31話「皿ごと毒を喰った女!」 - 井坂軍兵衛
- 三匹が斬る!シリーズ
  - 続・三匹が斬る! 第14話「人質の母娘が送る流人舟」（1988年）
  - 続続・三匹が斬る! 第3話「酒と女と小判漬け、悪徳家老に大変身!」（1990年）- 渡辺
  - また又・三匹が斬る! 第9話「湯煙り血煙り咲いた女の三度笠」（1991年） - 脇坂軍太夫
  - ニュー・三匹が斬る! 第12話「欲ぼけ騒動! 満月の夜に狸の恩返し」（1994年） - 黒川修理
  - 痛快・三匹が斬る! 第4話「首コロリ、鬼と娘と破戒僧」（1995年）
- 名奉行 遠山の金さん
  - 第1シリーズ 第15話「般若心経殺人事件」（1988年） - 時蔵
  - 第2シリーズ 第22話「消えた犯人を探せ!助っ人は年上の女」（1989年） - 大友源吾
  - 第3シリーズ
    - 第11話「尼僧に忍びよる黒い影」（1990年） - 打根の三次
    - 第26話「白い肌に謎の刺青」（1991年） - 粂七

  - 第4シリーズ
    - 第4話「占いを信じた女」（1991年） - 近藤平八郎
    - 第19話「穴蔵の謎 炎に消えた千両箱」（1992年） - 権造

  - 第5シリーズ 第15話「桜吹雪の刺青をいれた女」（1993年） - 桑原源之進
  - 第7シリーズ 第17話「また男が死ぬ! 私は疫病神の女」（1995年） - 永代の政五郎
- ゴリラ・警視庁捜査第8班（1989年）
  - 第13話「潜行大作戦」
  - 第38話「シンデレラガール」
- 三宅裕司・SETの怪傑黄金時間隊 宇宙がさけんでいる - あなたも宇宙飛士になりませんか（1990年）
- 代表取締役刑事 第40話「太陽がいっぱい」（1990年）
- 大型時代劇スペシャル / 素浪人無頼旅（1991年）
- 真夏の刑事 第9話「少年を救った男の秘密!」（1992年）
- 桃太郎侍 狙われた将軍の首・帰って来た桃太郎（1992年）
- 桃太郎侍II 危うし!八百万石　闇将軍の陰謀と四人の美女 桃太郎、江戸―名古屋―京で怒りの鬼退治!! （1993年）
- 殿さま風来坊隠れ旅 第7話「あやしい街・乙女の涙」（1994年） - 石見代官・日下大膳
- 将軍の隠密!影十八 第17話「冷血・暗殺者の仮面をはぐ女」（1996年）
- 弁慶（1997年） - 新宮行家
- びんぼう同心御用帳 第8話「初恋の日」（1998年） - 伊丹与右衛門
- TRICK3 エピソード4「死を呼ぶ駄洒落歌」（2003年） - 亀山清三郎
- 特命係長 只野仁 第16話「社長令嬢」（2005年） - 工藤社長（工藤建設）
- 金曜ナイトドラマ / 帰ってきた時効警察 第3話（2007年4月27日） - ザ・ウルトラトップ本部長
- 相棒 season6 第10話「寝台特急カシオペア殺人事件!」（2008年） - 仲瀬
- パズル 第2話「浮遊する岩! 百年の祟り! 謎の巫女」（2008年） - 神主
- 木曜ミステリー / 京都地検の女 第5シリーズ 第6話「殺意の伝言ゲーム!! 一致しすぎる供述!?」（2009年） - 松木繁
- 日曜ナイトドラマ / 女帝 薫子 最終夜「銀座の頂点へ…最期の戦い」（2010年） - 三田村昌造（銀龍会会長）

テレビ東京
- プレイガール
  - 第48話「白銀の追跡者」（1970年） - 谷沢
  - 第174話「怪談 あの世から来た三度笠」（1972年） - 三文字の安
  - 第266話「ああ!わたし貴方に負けそう」（1974年） - 井関
- 大江戸捜査網
  - 第6話「火の海からの脱出」（1970年） - 森村
  - 第74話「虹をつかむ男」（1972年） - 庄司の家臣
  - 第158話「さまよえる暗殺集団」（1975年） - 世直し党の旗本
  - 第184話「前科なき殺人者」（1975年） - 榎一家代貸・辰
  - 第210話「燃える屍」（1975年） - 用心棒
  - 第309話「暗躍! 幻の盗賊集団」（1977年） - 立原配下の浪人
  - 第396話「火つけ軍団 凶悪の罠」（1979年） - 団七
  - 第418話「悪を撃つ謎のオランダ銃」（1979年） - 原
  - 第452話「女の涙か、夏の嵐」（1980年） - 桑原
  - 第533話「娘十手もち爆破魔を追う」（1982年） - 立花源之助
  - 第572話「くノ一殺し 禁断の白い肌」（1982年） - 島崎民部
  - 第586話「子の刻参上! 帰って来た鼠小僧」（1983年） - 落合新十郎
  - 第616話「嘘か誠か? 花嫁の赤い疑惑」（1983年） - 佐倉屋
  - 第631話「私を離縁して! 逃亡者の妻」（1984年） - 貝塚靖之助
  - 新 大江戸捜査網 第14話「浮草慕情おんな節」（1984年） - 西尾勘助
  - 平成版
    - 第1シリーズ（1990年）
      - 第10話「御用金強奪!操を賭けた仇討」 - 鳴海屋伝造
      - 第17話「十手悲話 娘目明し一番手柄」 - 高坂左馬之助

    - 第2シリーズ 第21話「江戸城八孔の謎を解け!」（1992年） - 新庄内膳
- 旅人異三郎 第15話「親子の愛が墓標に甦った」（1973年） - 源蔵
- ザ・スーパーガール（1979年）
  - 第20話「女の命は裸で守れ」
  - 第29話「全裸殺人 謎のマッサージ師」 - 滝沢大介
- ミラクルガール 第17話「一億円を拾った女」（1980年） - 城南署・大西刑事
- 斬り捨て御免! 第1シリーズ 第18話「女たちの仇討無情」（1980年） - 金林仙之助
- 眠狂四郎円月殺法 第14話「津軽恨み節孤愁剣 -天竜川の巻-」（1982年） - 死神主膳
- 眠狂四郎無頼控 第14話「お庭番悲話! 裏切りの人肌」（1983年） - 秋月肥後守
- 月影兵庫あばれ旅
  - 第1シリーズ 第12話「道行き泪の置土産」（1989年） - 福島主税
  - 第2シリーズ 第10話「女講釈師 見てきたような大捕物」（1990年） - 内田藤左衛門
- 隠密・奥の細道 第4話「血闘、須賀川の宿」（1988年）
- あばれ八州御用旅シリーズ
  - 第1シリーズ 第7話 「旅人平八郎涙をかくす三度笠」（1990年） - 荒牛長五郎
  - 第2シリーズ 第1話「姫君抹殺指令! 対決! 白頭巾vs黒爪根来衆」（1991年） - 佐々木伝内
  - 第3シリーズ 第5話「一天地六 賽の目地獄」（1992年） - 代官・剣持十太夫
  - 第4シリーズ 第6話「鬼の首の弥藤次」（1994年） - 柏屋伝兵衛
- 江戸中町奉行所 第1シリーズ 第5話「大奥に棲む魔物」（1990年）
- 徳川無頼帳 第6話「花吹雪、吉原心中」（1992年）
- 喧嘩屋右近
  - 第2シリーズ 第12話「名前のない依頼人」（1993年）
  - 第3シリーズ 第7話「お役人稼業は辛いもの」（1994年）
- お助け同心が行く! 第5話「眠れる美女」（1993年、TX / G・カンパニー） - 佐山
- 12時間超ワイドドラマ / 炎の奉行 大岡越前守（1997年） - 土屋相模守
- 女と愛とミステリー→水曜ミステリー9
  - 松本清張特別企画・ガラスの城（2001年） - 岩城周蔵
  - 信濃のコロンボ 第2作「北国街道殺人事件」（2002年） - 畑野高秀
  - 昆虫巡査・向坊一美の事件日誌 妻籠の森で発見された白骨死体は殺人犯!?（2002年）
  - 樋口警部補 "朱夏"警視庁脅迫事件（2004年） - 田所順哉（警視総監）
  - 共犯 元刑事 永井耕作の誘拐捜査（2016年） - 国分雅夫
- 新ウルトラマン列伝 第1話「特別総集編 光との出会い」（2013年） - ウルトラマンの声

インターネット配信
- 野武士のグルメ 第10話「白髪の騎士」（2017年、Netflix）

### オリジナルビデオ
- 髑髏戦士スカルソルジャー 復讐の美学（1992年、ケイエスエス） - 宗方博士
- 実相寺昭雄の不思議館 第11話「電エースに死す」（1992年、バンダイビジュアル）
- となりの凡人組3（1994年、ケイエスエス）
- レディ・バスターズ 神に仕える乙女たち（1995年、日本ビデオ映画） - 高野正敏
- 江戸むらさき特急（1995年、アミューズビデオ） - 南町奉行所筆頭与力 香山
- 新極道伝節 三匹の竜2（2000年、東映ビデオ）
- サラリーマンパチンカー銀太郎 オカルト攻略決戦（2001年、徳間ジャパンコミュニケーションズ）
- 倒産回避請負人 裁きの銀（2002年、GPミュージアム）
- 難波金融伝 ミナミの帝王23 詐欺の手口（2003年、ケイエスエス） - 村上
- ムラマサ（2004年、松竹ホームビデオ） - 柳生宗厳
- ウルトラシリーズ
  - ウルトラQ怪獣伝説 万城目淳の告白（2005年、ジェネオンエンタテインメント） - 木村重夫
  - ウルトラマン怪獣伝説 40年目の真実（2005年、ジェネオンエンタテインメント） - 主演・ハヤタ
  - ウルトラマンメビウス外伝 ゴーストリバース（2009年、バンダイビジュアル） - ウルトラマンの声
  - ウルトラマンゼロ外伝 キラー ザ ビートスター（2011年、バンダイビジュアル） - ウルトラマンの声
- アキバ男（2006年、タキコーポレーション） - ウルトラな男

### 舞台
- 宮本武蔵 千年杉の巻（1978年、明治座）
- 鬼平犯科帳・狐火（1978年、明治座） - 竹内孫四郎
- 真田太平記（1979年） - 石田三成
- 弁天小僧（1985年） - 忠信利平
- シャボン玉とんだ宇宙までとんだ（1992年、音楽座） - 源兵衛
- 三代将軍家光青春行状記 合言葉は尾張・名古屋（1995年、御園座）
- Dream/ドリーム〜風の夢 砂の歌（1997年、ステップスエンターテイメント）
- 日本一? のお父ちゃん!（1998年、新宿コマ劇場）
- 人情喜劇 お寺と病院（2000年、新宿コマ劇場）
- みずぐるま（2000年、梅田コマ劇場） - 速水主膳
- 腕におぼえあり（2000年、明治座） - 梶川頼照
- 王朝喜劇 勘助…都へ行く（2001年、新宿コマ劇場）
- ウルトラシリーズ
  - ウルトラマンフェスティバル2001 ライブステージ（2001年、円谷プロ=TBS） - ウルトラマンの声
  - ウルトラマンプレミアステージ 星空の涙（2007年、円谷プロ） - ハヤタ / ウルトラマンの声
  - ウルトラマンプレミアステージ2 命の星（2008年、円谷プロ） - ハヤタ / ウルトラマンの声
  - ウルトラマンプレミアステージ3 希望の光（2009年、円谷プロ） - ハヤタ / ウルトラマンの声
  - ウルトラマンプレミア2011（2011年、円谷プロ） - ハヤタ / ウルトラマンの声
- サイド・バイ・サイド・バイ・ソンドハイム（2002年、東京芸術劇場）
- 人生喜劇 アホは、アホなりに（2002年、新宿コマ劇場）
- 女義賊 江戸の淡雪（2003年、新宿コマ劇場）
- 女の春夏秋冬 ふられ節 （2003年、新歌舞伎座）
- 椿姫（2004年、パルコ劇場）
- 人情喜劇 母の子守歌 （2005年、吉幾三特別公演、新宿コマ劇場）
- 人情喜劇 世直し僧・空蓮（2006年、中日劇場）
- 忠臣蔵 いのち燃ゆるとき（2007年、明治座） - 進藤源四郎
- 手紙（2008年、シアターアプル）
- 人情喜劇 十六代目婿養子（2008年、中日劇場）
- 桜吹雪忠臣蔵（2008年、御園座）
- ニッポン無責任新世代（2011年、東宝）

### 吹き替え
- 名探偵ダウリング神父 第二話、三話（1992年・NHK） - ゲスト出演

### ラジオドラマ
- ウルトラQ倶楽部（2003年） - 寂日光院住職・森厳和尚
- FMシアター / 冬物語（2010年） - 榊悠也

### その他のテレビ番組
- ごちそうさま（1987年 - 1988年、NTV） - 「解決料理王 進」レギュラー

### CM
- 日産自動車・ブルーバード（510型）（1968年）
- オートザム
- コカ・コーラ（1981年）
- バンダイ ウルトラマンナイス - 夢星語 役
- フォード・モーター マスタング コンバーチブル（1995年）
- タマノイ酢株式会社 はちみつ黒酢 - 本人がウルトラマンのカラータイマーを付けて登場し、実娘である吉本多香美との親子共演が話題になる（黒酢を飲むとカラータイマーが赤から青に戻る設定）
- 麒麟麦酒 21世紀ビール - かつての歴代ウルトラ戦士の森次晃嗣・団時朗・篠田三郎と共演
- 吉野家 牛丼
- ローソン - 篠原涼子の祖父 役

### ゲーム
- ロストヒーローズ BONUS EDITION（2015年2月5日、ニンテンドー3DS） - ウルトラマン

### 玩具
- ウルトラレプリカ メビウスブレス -ULTRA BROTHERS EDITION-（2024年3月）

### その他
- 『ウルトラマン』ソノシート（1966年 - 1967年、朝日ソノラマ） - ハヤタ隊員

## 著書
- 黒部進『ハヤタとして、父として』扶桑社、1998年。ISBN 9784594025564。
- ウルトラ旨い! 『愛と正義の大人の食卓』（ワニマガジン社、2001年12月、ISBN 9784898296691）

## 黒部進（に該当する役）を演じた俳優
- 円谷浩（『ウルトラマンをつくった男たち 星の林に月の舟』、1989年、TBS / 円谷プロ） - ハヤタ隊員役の俳優・黒河進